# Akçakale
Akçakale (arabsky تل أبيض‎, kurdsky Kaniya Xezalan) je město v turecké Jihovýchodní Anatolii. Leží na jihu Şanlıurfské provincie necelých padesát kilometrů na jihovýchod od provinčního hlavního města Şanlıurfy, přímo na hranici se Sýrií. S tou je zde také hraniční přechod.
Akçakale má přes osmdesát tisíc obyvatel, z velké části Arabů.

## Historie
Město bylo rozděleno po první světové válce v roce 1921 v rámci Ankarské smlouvy podél Bagdádské dráhy. Severní část připadla Turecku pod původním jménem a jižní Sýrii pod jménem Tel Abjád.
V rámci bojů v občanské válce v Sýrii zasáhl město 3. října 2012 minometný granát, který usmrtil nejméně jednu ženu s jejími čtyřmi dětmi. Turecká armáda odpověděla ostřelováním syrských pozic a situace byla řešena i na úrovni Severoatlantické aliance, mezi jejíž členy Turecko patří, a na úrovni Organizace spojených národů, neboť zatažením Turecka do syrských bojů by se ze záležitosti stal mezinárodní konflikt.